# 朱大璵

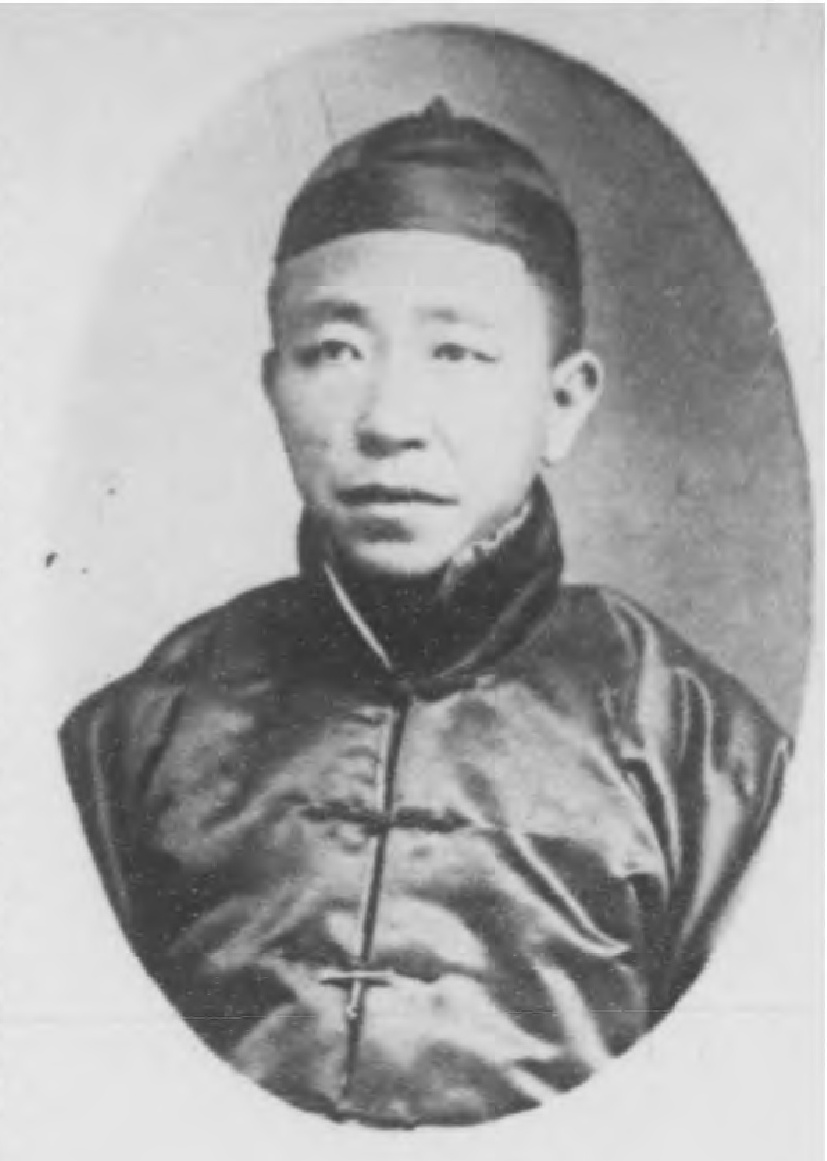
朱大璵

朱大璵（1881年—？），字奐清，號魯珍、蘭蓀，江蘇蘇州府吳縣籍，安徽寧國府涇縣人，清朝政治人物。

## 生平
光緒三十年（1904年）中式甲辰恩科會試第四十七名，三甲第八十九名進士，授法部主事。民國初年，任財政部編纂。
北京正陽門外蠟燭芯胡同（今臘竹胡同）曾有其撰寫於民國十三年（1924年）七月二十日之《重建五聖禪林記》。